# Chamelophyton
Chamelophyton é um género botânico pertencente à família das orquídeas (Orchidaceae), com só uma espécie, originária do Suriname e Venezuela.

## Sinônimo
- Garayella Brieger, Trab. Congr. Nac. Bot. 26: 42 (1977).

## Filogenia
Segundo Phylogenetic relationships in Pleurothallidinae (Orchidaceae): combined evidence from nuclear and plastid DNA sequences publicado por Alec M. Pridgeon, Rodolfo Solano e Mark W. Chase, Chamelophyton  é um dos gêneros mais primitivos da subtribo Pleurothallidinae e junto com Octomeria e Brachionidium forma um de seus oito clados.

## Espécie
1. Chamelophyton kegelii (Rchb.f.) Garay, Orquideologia 9: 115 (1974).